# IAR-16
Pour les articles homonymes, voir IAR.
Le IAR-16 était un prototype d'avion militaire de l'entre-deux-guerres, construit en Roumanie par Industria Aeronautică Română (IAR).